# 哈爾斯巴赫河 (多夫巴赫河支流)
47°40′40″N 11°34′49″E / 47.6779°N 11.58041°E

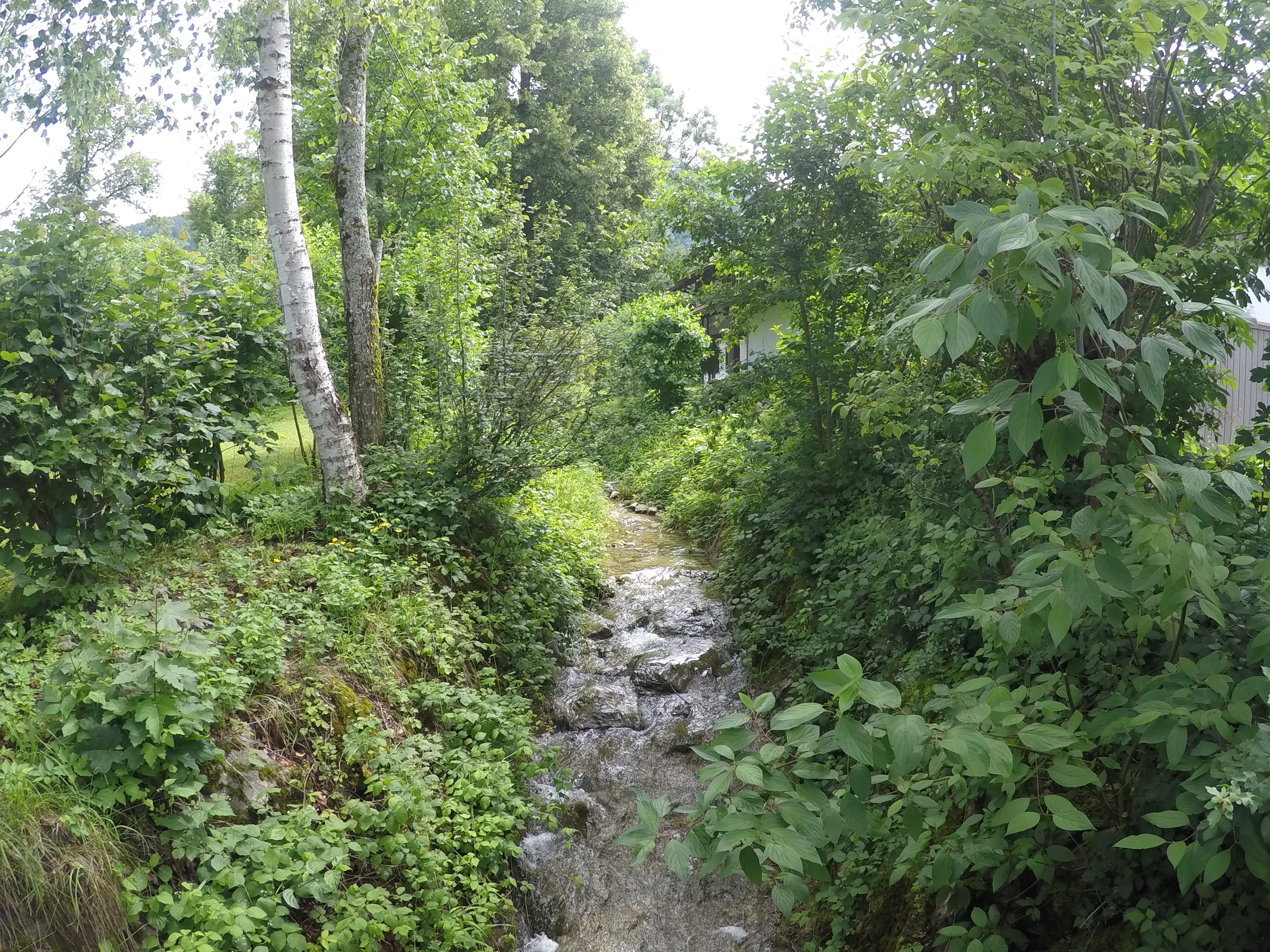

哈爾斯巴赫河是德國的河流，位於該國東南部，由巴伐利亞負責管轄，屬於多夫巴赫河的支流，發源自蓋爾施泰因山西坡。